# 오쿠나타촌
오쿠나타촌(奥名田村)은 후쿠이현 오뉴군에 있던 촌이다. 현재의 외이군 오이정 남부에 해당한다.

## 역사
- 1889년 4월 1일 - 정촌제 시행에 의해 7개 촌의 구역으로 성립하였다.
- 1891년 4월 1일 - 지미촌으로 개칭되었다.
- 1953년 9월 25일 - 쇼와 28년 태풍 13호 접근에 따라 마을로 통하는 도로와 통신망이 두절되었고, 다음날인 9월 27일에도 통신이 두절된 상태였다. 이 때문에 인근 지미촌을 포함한 '산 쓰나미'로 인해 전멸한 것으로 추정된다.
- 1955년 1월 1일 - 지미촌과 합병해 나타쇼촌이 성립하여, 동일 오쿠나타촌은 폐지되었다.

## 교통

### 도로
- 국도 제162호선

## 참고문헌
- 角川日本地名大辞典 18 福井県